# جهاز الانعكاس الزمني

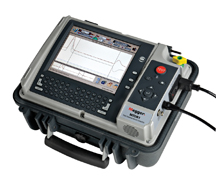
جهاز الانعكاس الزمني للكشف عن أعطال الكابلات

جهاز الانعكاس الزمني (بالإنجليزية: Time-domain reflectometer) هو أداة إلكترونية تُستخدم لتحديد خصائص الخطوط الكهربائية من خلال مراقبة النبضات المنعكسة.

## استخدام
يُستخدم لتحديد مواقع الأعطال في الكابلات المعدنية مثل الأسلاك الملتوية أو الكابلات المحورية، وأيضًا لتحديد أماكن الانقطاعات في الموصلات، أو اللوحات الإلكترونية المطبوعة، أو أي مسار كهربائي آخر.